# القنب الهندي في البرتغال
تمَّ تجريم القنب الهندي في البرتغال عقبَ تجريم جميع أنواع المخدرات في البلاد في عام 2001؛ قبل أن يُعاد التصديق على استخدامهِ طبيًا في عام 2018.

## المستعمرات البرتغالية في الخارج

### غوا
بعدَ الاستيلاء البرتغالي على غوا في عام 1510؛ أصبحَ البرتغاليون على درايةٍ بعادات وتجارةِ القنّب في الهند. كتب جارسيا دا أورتا عالم النبات والطبيب عن استخداماتِ القنَّب التي عام 1534 بعنوان «ندوة العقاقير والمسائل الطبيّة في الهند». بعد مرور خمسة عشر عامًا؛ نشرَ عالِم النبات كريستوبال أكوستا كتابًا بعنوان «العقاقير والأدوية في جزر الهند الشرقية» والذي قدَّم فيهِ الكثير من المعلومات حولَ القنّب الهندي.

### البرازيل
تمَّ إدخالُ القنّب الهندي إلى البرازيل من قِبل المستعمرين البرتغاليين في أوائل القرن التاسع عشر؛ حيث كانت نيتهم على الأرجح زراعة ألياف القنب لكن العبيد الذين استوردهم البرتغاليون من إفريقيا كانوا على دراية بالقنب واستخدموه بطريقة شخصيّة مما دفع المجلس البلدي في ريو دي جانيرو في عام 1830 إلى منع إدخال القنب إلى المدينة؛ ومعاقبة استخدامهِ من طرف أي عبد.

## التجريم
إنَّ حيازة ما يصل إلى 25 غراما من المواد النباتية التي تُنتج الحشيش أو 5 غرامات من الحشيش نفسه يُعدّ أمرًا مخالفًا للقانون في البرتغال بينما حملُ كميّات أقل لا يُعد كذلك. لقد جرّمت دولة البرتغال في عام 2001 حمل جميع أنواع المخدرات بكميّات تفوق المسموح بهِ مع سنّ «عقوبات مدنية» أو «معاملة إلزامية» لكلّ من خَرق المسموح به.

## الاستخدام الطبّي
بحلول تمّوز/يوليو 2018؛ تمَّ التوقيع على عددٍ منَ مشاريع القوانين التي تحوّلت لقانونٍ متكاملٍ يُتيح استخدام القنّب الهندي في البرتغال للأغراض الطبيّة فقط؛ كما تمَّ توزيعه في الصيدليات، بينما لا تزالُ زراعتهُ للاستخدام الشخصي أمرًا مُخالفًا للقانون.